# Mikhaïl Nikititch Mouraviev
Pour les articles homonymes, voir Mouraviov.
Mikhaïl Nikititch Mouraviov ou Mouraviev (en russe : Михаи́л Ники́тич Муравьёв) est un littérateur et poète russe, né à Smolensk en 1757, mort à Saint-Pétersbourg en 1807. 
Il avait vingt-huit ans et faisait partie de la garde impériale lorsque Catherine II le désigna pour être précepteur de ses petits-fils, les grands-ducs Alexandre et Constantin. Mouraviev enseigna à ses élèves la littérature et l’histoire et composa pour eux des ouvrages, en vers et en prose, qui se distinguent à la foi par la pureté du style et par l'élévation des sentiments. Par la suite, il devint successivement sénateur, secrétaire d’État, adjoint du ministre de l’instruction publique, curateur de l'université de Moscou.

## Œuvres
Ses ouvrages dont les principaux sont : l’Enfant accompli; l’Habitant des faubourgs; Dialogue des morts; Essai sur l’histoire des belles-lettres et de la morale, etc., ont été réunis et publiés à Saint-Pétersbourg (1820, 3 vol.).

## Source
« Mikhaïl Nikititch Mouraviev », dans Pierre Larousse, Grand dictionnaire universel du XIXe siècle, Paris, Administration du grand dictionnaire universel, 15 vol., 1863-1890 [détail des éditions].